# Gianfranco Cozzi
Gianfranco Cozzi (Taggia, 8 luglio 1951 – Imperia, 8 giugno 2004) è stato un politico italiano.

## Biografia
È stato direttore responsabile del settimanale "Auto oggi" e poi direttore editoriale delle testate edite da Aci-Mondadori.
Alle elezioni politiche del 2001 è eletto deputato con la lista Abolizione scorporo collegata all’UdC. Dal 2001 al 2004 è stato membro della X Commissione Commissione attività produttive, commercio e turismo.
Deceduto nel giugno 2004 morto in un incidente stradale alla guida della sua moto, viene sostituito da Stefano Zara.